# Tocoa (kommun)
Tocoa är en kommun i Honduras.   Den ligger i departementet Departamento de Colón, i den centrala delen av landet, 210 km nordost om huvudstaden Tegucigalpa. Antalet invånare är 53 191.